# Domenico Terrana
 (novembre 2018).
Si vous disposez d'ouvrages ou d'articles de référence ou si vous connaissez des sites web de qualité traitant du thème abordé ici, merci de compléter l'article en donnant les références utiles à sa vérifiabilité et en les liant à la section « Notes et références ».
Domenico Terrana, né le 6 octobre 1955 à Charleroi en Belgique, est un peintre et sculpteur italien d'origine sicilienne (à Grotte, dans la province d'Agrigente).

## Biographie
De 1974 à 1978, il étudie la peinture et la sculpture à l'Académie des beaux-arts de Charleroi sous la direction de Gérard Deuquet. Il entame ensuite des études de sculptures à l'Académie royale des beaux-arts de Bruxelles de 1981 à 1985 sous la direction de Jean Mathot,. Il est membre du groupe ALBA et de l'Association Royale des Artistes de Belgique. Il remporte le prix de Pooter en 1983 et le Grand prix de Wallonie en 1991.
En 1992 il expose au musée de la Porte à Tubize les fables d'Ésope en toile de fond.

## Œuvres
Ses peintures abordent le thème des fables d’Ésope. Il peint également des paysages de Sicile et de Grèce.
Il illustre l'ouvrage de Louis Perrois, Art ancestral du Gabon, dans les collections du Musée Barbier-Mueller.
Ses œuvres se retrouvent dans de nombreuses collections privées de Belgique et de France ainsi qu'au Musée des Beaux-arts de Charleroi. Il expose en Belgique, en France et en Italie.    
Deux peintures monumentales ornent les murs de la Chiesa di Santa Venera à Grotte.